# Corythostoma kreisi
Corythostoma kreisi is een rondwormensoort uit de familie van de Leptosomatidae.